# Castello del Boccale
Il castello del Boccale è un edificio a uso residenziale che si innalza a Livorno, a sud del quartiere di Antignano, lungo la strada costiera per Quercianella nel tratto di costa chiamato "Boccale" o "Cala dei Pirati".

## Storia
Il nucleo originario del castello del Boccale è rappresentato da una torre d'avvistamento (nota anche come torre del Maroccone o del Diavolo), costruita per volontà dei Medici nel XVI secolo, forse sui resti di una struttura preesistente realizzata dalla Repubblica di Pisa in epoca medioevale. Vi soggiornava il castellano e qualche soldato, ma le dimensioni erano modeste, tanto che non vi era spazio per l'artiglieria.
A cavallo tra XIX e XX secolo, la torre fu sensibilmente trasformata; fu inglobata in una residenza in stile neomedioevale, con tanto di merlature e divenne proprietà della marchesa Eleonora Ugolini.
Successivamente la dimora passò alla famiglia Whitaker-Ingham che, nei primi decenni del Novecento, eliminò le merlature, sostituendole con normali coperture a falda inclinata.
Ad inizio del nuovo millennio, il castello, restaurato su progetto dell'architetto livornese Ivano Falchini dopo un lungo periodo di abbandono, è stato frazionato in diversi appartamenti residenziali, mentre nel parco è stata ricostruita una piccola torre ad uso magazzino.

## Descrizione

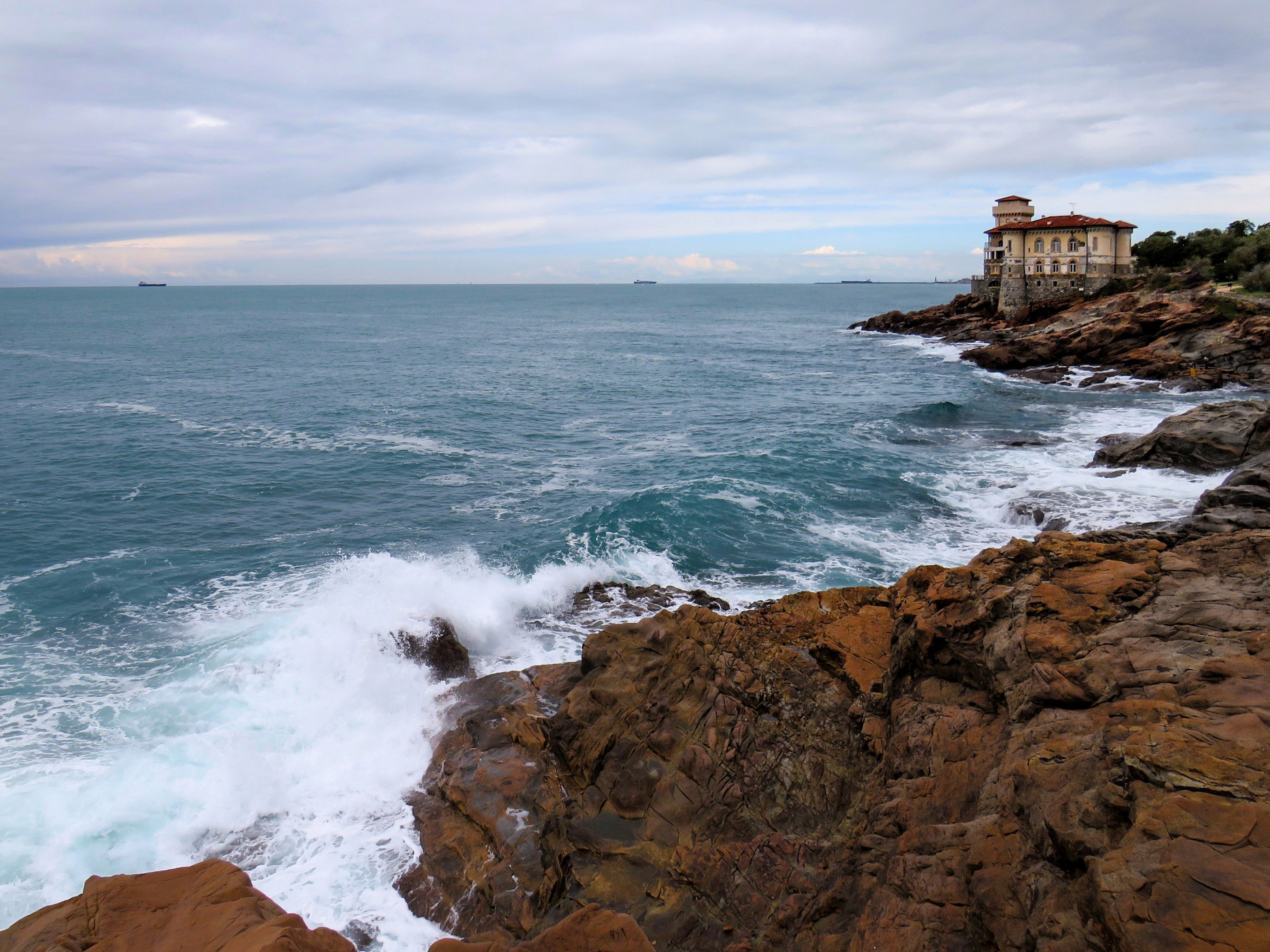
Il castello visto da sud

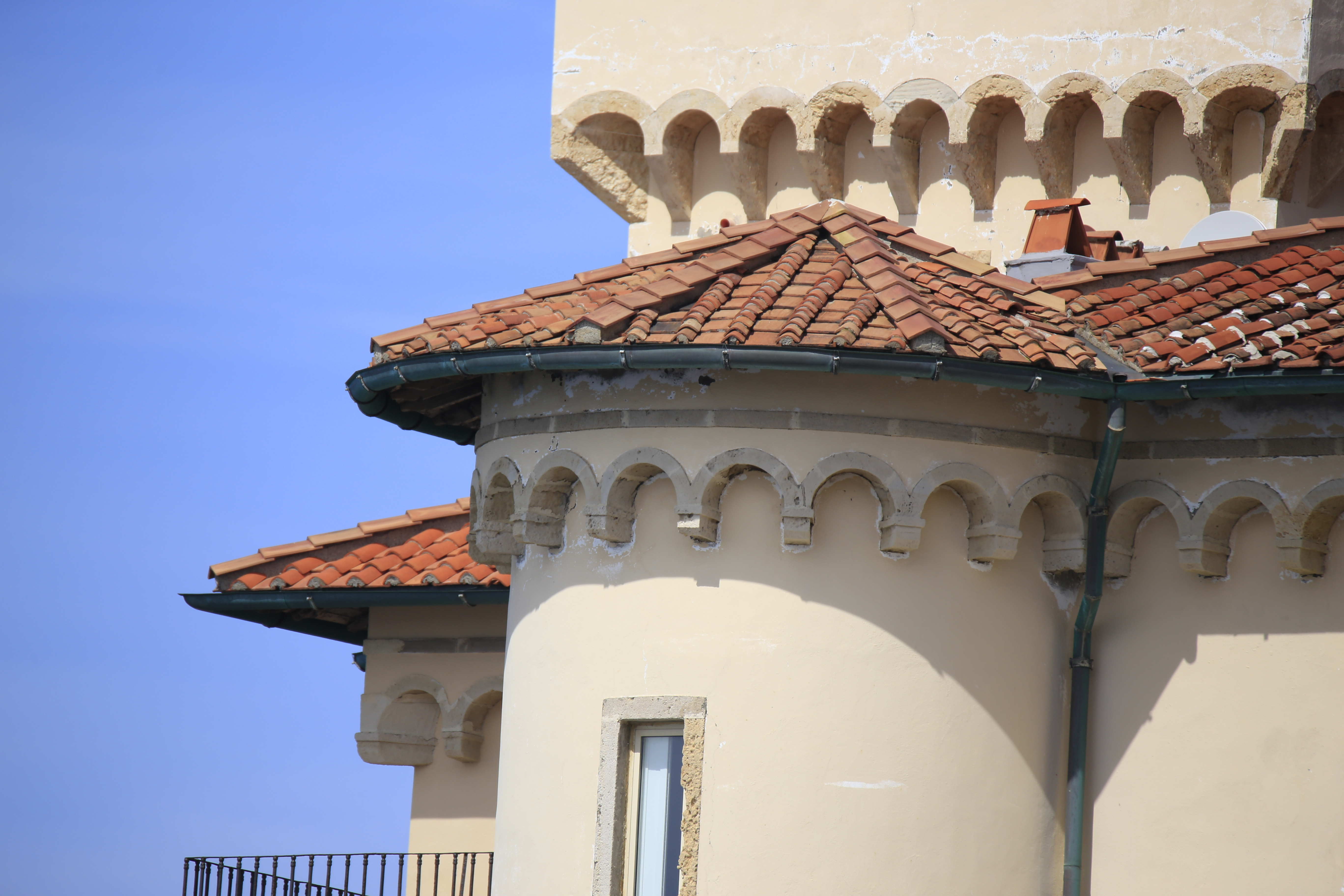
Particolare

Il castello del Boccale è situato nel primo tratto della scogliera de Il Romito, a breve distanza dalla torre di Calafuria e dal castello Sonnino.
Il complesso è costituito da un corpo a pianta rettangolare, contornato da tre piccole torri rotonde. Sul fronte più vicino al mare si eleva invece l'antica torre medicea, modificata nella posizione delle aperture finestrate e nella configurazione della copertura. Essa ha una pianta quadrata di circa 5,7 metri di lato e aveva un'altezza iniziale di 13 metri sul piano d'imposta delle fondazioni ed un muro a scarpa di 4,85 metri.
Il corpo principale del castello è caratterizzato da due ordini di grandi finestre inquadrate in cornici di pietra; inoltre, sotto la linea di gronda, corre una teoria di mensole sopra la quale, prima del restauro promosso dai Whitaker, si trovava la merlatura.